# Jacob Ramsey
Jacob Ramsey (Birmingham, 28 maggio 2001) è un calciatore inglese, centrocampista del Newcastle Utd.

## Carriera

### Club
Nato a Birmingham, entra nel settore giovanile dell'Aston Villa all'età di 6 anni. Il 15 gennaio 2019 firma il suo primo contratto professionistico ed un mese più tardi debutta fra i professionisti giocando l'incontro di Championship perso 2-0 contro il West Bromwich; il 1º maggio seguente viene nominato miglior delle giovanili dei Villains per la stagione appena conclusa.
Utilizzato solo in due incontri di coppa nella stagione seguente, il 31 gennaio 2020 viene ceduto in prestito al Doncaster dopo aver rinnovato il proprio contratto di ulteriori tre anni e mezzo. Il 4 febbraio debutta con il nuovo club segnando una doppietta nella vittoria per 3-0 contro il Tranmere. Terminato il prestito fa rientro all'Aston Villa con un bilancio di 7 incontri e 3 reti in Football League One, e si unisce al gruppo per i restanti incontri di Premier League, posticipata a causa della Pandemia di COVID-19.
Confermato in rosa per la stagione 2020-2021, il 15 settembre viene schierato per la prima volta da titolare nel corso dell'incontro di coppa di lega vinto 3-1 contro il Burton Albion. Due settimane più tardi debutta in Premier League subentrando a Conor Hourihane a un quarto d'ora dal termine del match vinto 3-0 contro il Fulham.
Il 17 agosto 2025 si trasferisce a titolo definitivo al Newcastle Utd per 51 milioni di euro.

### Nazionale
Ha giocato nelle nazionali giovanili inglesi Under-16, Under-18, Under-19 ed Under-21; con quest'ultima rappresentativa nel 2023 ha anche partecipato ai campionati Europei di categoria, vincendoli.

## Statistiche

### Presenze e reti nei club
Statistiche aggiornate al 17 agosto 2025.
| Stagione           | Squadra            | Campionato         | Campionato | Campionato | Coppe nazionali | Coppe nazionali | Coppe nazionali | Coppe continentali | Coppe continentali | Coppe continentali | Altre coppe | Altre coppe | Altre coppe | Totale | Totale | Totale |
| Stagione           | Squadra            | Comp               | Pres       | Reti       | Comp            | Pres            | Reti            | Comp               | Pres               | Reti               | Comp        | Pres        | Reti        | Pres   | Reti   |        |
| ------------------ | ------------------ | ------------------ | ---------- | ---------- | --------------- | --------------- | --------------- | ------------------ | ------------------ | ------------------ | ----------- | ----------- | ----------- | ------ | ------ | ------ |
| 2018-2019          | Aston Villa        | FLC                | 1          | 0          | FACup+CdL       | 0               | 0               |                    | -                  | -                  |             | -           | -           | 1      | 0      |        |
| 2019-gen. 2020     | Aston Villa        | PL                 | 0          | 0          | FACup+CdL       | 1+1             | 0               |                    | -                  | -                  |             | -           | -           | 2      | 0      |        |
| gen.-giu. 2020     | Doncaster          | FL1                | 7          | 3          | FACup+CdL       | 0               | 0               |                    | -                  | -                  | EFL Trophy  | 0           | 0           | 7      | 3      |        |
| 2020-2021          | Aston Villa        | PL                 | 22         | 0          | FACup+CdL       | 0+3             | 0               |                    | -                  | -                  |             | -           | -           | 27     | 0      |        |
| 2021-2022          | Aston Villa        | PL                 | 34         | 6          | FACup+CdL       | 1+0             | 0               |                    | -                  | -                  |             | -           | -           | 35     | 6      |        |
| 2022-2023          | Aston Villa        | PL                 | 35         | 6          | FACup+CdL       | 1+2             | 0               |                    | -                  | -                  |             | -           | -           | 38     | 6      |        |
| 2023-2024          | Aston Villa        | PL                 | 16         | 1          | FACup+CdL       | 2+0             | 0               | UECL               | 3                  | 0                  |             | -           | -           | 21     | 1      |        |
| 2024-2025          | Aston Villa        | PL                 | 29         | 1          | FACup+CdL       | 5+1             | 2+0             | UCL                | 10                 | 1                  | -           | -           | -           | 45     | 4      |        |
| Totale Aston Villa | Totale Aston Villa | Totale Aston Villa | 137        | 14         |                 | 17              | 2               |                    | 13                 | 1                  |             | 0           | 0           | 169    | 17     |        |
| 2025-2026          | Newcastle Utd      | PL                 | -          | -          | FACup+CdL       | -               | -               | UCL                | -                  | -                  | -           | -           | -           | -      | -      |        |
| Totale carriera    | Totale carriera    | Totale carriera    | 144        | 17         |                 | 17              | 2               |                    | 13                 | 1                  |             | 0           | 0           | 176    | 20     |        |

## Palmarès
- Campionato d'Europa Under-21: 1

Romania-Georgia 2023